# Roșu aprins
Roșu aprins (titlu original: Turning Red) este un film american de animație din 2022, animat pe computer produs de Pixar Animation Studios și distribuit de Walt Disney Studios Motion Pictures. Filmul a fost regizat de Domee Shi, scris de Julia Cho și Domee Shi, produs de Domee Shi, Julia Cho și Sarah Streicher cu vocile lui Rosalie Chiang, Sandra Oh, Ava Morse, Hyein Park, Maitreyi Ramakrishnan, Orion Lee, Wai Ching Ho, Tristan Allerick Chen și James Hong.

## Povestea
Roșu aprins o prezintă pe Mei Lee, o tânără încrezătoare, ciudățică, în vârstă de 13 ani, care trebuie să se împartă între viața haotică de adolescentă și cea de fată cuminte a mamei. Ming, mama ei protectoare, chiar ușor dominatoare, nu este niciodată prea departe de fiica ei - o realitate cu care Mei nu se împacă deloc.
Și, de parcă toate schimbările adolescenței nu ar fi fost suficiente, oridecâteori devine prea entuziasmată (ceea ce se întâmplă ÎNCONTINUU), tânăra se transformă într-un uriaș panda roșu.

## Distribuție
- Rosalie Chiang - Meilin "Mei" Lee
- Sandra Oh - Ming Lee
- Ava Morse - Miriam Mendelsohn
- Maitreyi Ramakrishnan - Priya Mangal
- Hyein Park - Abby Park
- Orion Lee - Jin Lee
- Wai Ching Ho - Wu
- Tristan Allerick Chen - Tyler Nguyen-Baker
- James Hong - Mr. Gao
- Addie Chandler - Devon
- Sasha Roiz - Mr. Kieslowski
- Lily Sanfelippo - Stacy Frick